# Tamias
Tamias là một chi sóc chuột trong tông Marmotini của Họ Sóc. Chi này gồm một loài còn sống duy nhất, the sóc chuột phương Đông (Tamias striatus). Tên chi Tamias (tiếng Hy Lạp: ταμίας) nghĩa là "người thủ quỹ", "người giữ của", "quản gia", hay "người giữ nhà", đề cập đến vai trò của các con vật trong phát tán thực vật qua thói quen thu thập và dự trữ thức ăn để dùng trong mùa đông của chúng.
Ngoài sóc chuột phương Đông, một số loài hóa thạch từ Lục địa Á-Âu đựoc xếp vào chi này:
- †Tamias allobrogensis; Mein and Ginsburg, 2002 – Miocene of France[4]
- †Tamias atsali; De Bruijn, 1995 – Pliocene of Greece[5]
- †Tamias eviensis; De Bruijn et al., 1980 – Miocene of Greece[6]
- †Tamias urialis; Munthe, 1980, described from the Miocene of Pakistan, may be more closely related to Tamiops.[7]

Một loài hóa thạch Mỹ, †Tamias aristus từ cuối Thế Pleistocen, đã được xác định.